# کایل ایکس‌وای
کایل ایکس‌وای نام یک مجموعه تلویزیونی آمریکایی است که از سال ۲۰۰۶ تا ۲۰۰۹ از شبکه ای‌بی‌سی فمیلی پخش می‌شد. این سریال یک داستان علمی تخیلی نوجوانانه را محور ساخت سریال قرار داده بود. این سریال در سایت معتبر imdb نمره متوسط ۶٫۳ را گرفته است.

## خلاصه داستان
پسری تقریباً ۱۶ ساله بدون این که چیزی به خاطر داشته باشد در جنگلی ظاهر می‌شود. ظاهراً این پسر در همان لحظه متولد شده است و هیچ چیزی جز غرایز انسانی به خاطر ندارد. پسر شروع به حرکت کردن می‌کند و پس از پشت سر گذاشتن جنگل به شهر می‌رسد. در شهر تمام مردم از دیدن او متحیر می‌شوند زیرا اون کاملاً مانند یک نوزاد، خیس و عریان است تا اینکه پلیس سر می‌رسد و او را به مرکز اصلاح جوانان منتقل می‌کند. پس از بررسی و آزمایش‌های متوجه می‌شوند که این پسر هیچ چیزی را بلد نیست حتی حرف زدن و تصمیم می‌گیرند او را به یک دکتر آسیب‌های اجتماعی بسپارند. در این بین نام کایل را برای این پسر بر می‌گزینند و خانم دکتر، کایل را به خانه خود می‌برد و او را با خانواده خویش آشنا می‌کند. از آنجا که کایل مانند یک کودک تازه متولد شده است تمام چیزهای جهان اطراف برای او تازگی دارد و او به سرعت شروع به یادگیری می‌کند تا جایی که متوجه می‌شوند کایل دارای یک مغز بسیار فعال است که توانایی یادگیری هر چیزی را دارد. در این میان یک کاراگاه با بررسی محل پیدا شدن کایل متوجه وجود یک اسکلت در آنجا می‌شود و...

## بازیگران و عوامل

### بازیگران و نقش‌ها
- مت دالاس در نقش خود کایل، نقش اصلی و محوری داستان
- مارگارت مک‌اینتایر در نقش نیکولاس تراگر یک زن روانشناس که سرپرستی کایل را به عهده گرفته
- بروس توماس در نقش استیون تراگر همسر نیکولاس
- ایپریل متسن در نقش لوری تراگر دختر خانواده تراگرها
- ژان-لوک بیلودو در نقش جاش پسر خانواده تراگرها
- کریس اولیورو در نقش دکلان دوست پسر لوری
- کریستن پراوت در نقش آماندا معشوقه کایل
- جیمی الکساندر در نقش جسی، نقش محوری فصل دو و سه

### کارگردان و سازنده
سازندهٔ این سریال شبکه ای‌بی‌سی فمیلی بود. کارگردان‌های این سریال اریک برس و جی. مکی گروبر سازندگان سری فیلم‌های مشهور سرنوشت نهایی بودند.

## جوایز و نامزدی‌ها
این سریال در چند جایزه کم‌اهمیت کاندید شده و تنها جایزه TCAرا برای بهترین سریال برنده شده است.

## فصل‌ها و قسمت‌ها

### فصل اول
فصل اول این سریال در ۱۰ قسمت در سال ۲۰۰۶ به نمایش در آمد. در این فصل کایل که چیزی از گذشته خود به یاد نمی‌آورد وارد یک خانواده می شود. به مرور که او چیزهایی در مورد زندگی انسانها می آموزد، متوجه حضور افراد مشکوک و اتفاقات عجیب در اطراف خود می شود.

### فصل دوم
فصل دوم این سریال در سال ۲۰۰۷ و ۲۰۰۸ در ۲۳ قسمت ساخته شد. در این فصل بازیگرانی به مجموعه اضافه شدند. در این فصل دختری به نام جسی که سرگذشتی مانند کایل دارد به مجموعه اضافه می شود. ضمن اینکه کایل که حالا اطلاعات کاملی در مورد گذشته خود دارد سعی می کند عادی به نظر برسد و ویژگی های خارق العاده خود را از دیگران مخفی کند.

### فصل سوم
فصل سوم این سریال در ۱۰ قسمت در سال ۲۰۰۸ و ۲۰۰۹ به روی آنتن رفت. در ابتدا شبکه ای‌بی‌سی اعلام کرد فصل چهارمی هم برای این سریال خواهد ساخت اما در نهایت این مسئله مورد موافقت تهیه کنندگان و مدیران شبکه قرار نگرفت.

## نقدها و حاشیه‌ها
این سریال با واکنش مثبت مردم آمریکا مواجه شد اما به مرور در فصل دوم جذابیت خود را از دست داد. بعضی نظریه پردازان ایرانی این سریال را به ترویج نظریه داروین مبنی بر تکامل می دانند.

در سال 2007 نسخه آلمانی این سریال هم ساخته شده استو همچنین دو رمان درباره اتفاقاتی پیرامون زندگی کایل تا به حال منتشر شده است